# Neszmély
Neszmély é um município da Hungria, situado no condado de Komárom-Esztergom. Tem 27,72 km² de área e sua população em 2015 foi estimada em 1.269 habitantes.